# Печенежинская поселковая община
Печенежинская поселковая общи́на (укр. Печеніжинська селищна громада) — территориальная община в Коломыйском районе Ивано-Франковской области Украины.
Административный центр — посёлок Печенежин.
Население составляет 17 005 человек. Площадь — 183,9 км².

## Населённые пункты
В состав общины входят 1 посёлок и 8 сёл:
| Населённый пункт | Население (2015) |
| ---------------- | ---------------- |
| Печенежин        | 5352             |
| Сопов            | 2385             |
| Рунгуры          | 2330             |
| Княждвор         | 1721             |
| Молодятин        | 1715             |
| Малый Ключев     | 1227             |
| Марковка         | 1019             |
| Киданч           | 955              |
| Слобода          | 953              |